# Línea 1 (Paraná)
Línea 1 es una línea de transporte urbano de pasajeros de la ciudad de Paraná, Argentina. El servicio está actualmente operado por Buses Paraná U.T.E. (ERSA Urbano/Mariano Moreno S.R.L.).
Anteriormente el servicio de la línea 1 era prestado por la empresa La Victoria Transporte de Pasajeros, luego esta fue comprada por la empresa ERSA.
Su recorrido actual cubre desde Zona Este, pasando por el centro y culmina en Zona Norte. Esta línea pertenece al Grupo 1.

## Recorrido
Nuevo recorrido vigente desde 10/04/2025   Supresión de ramales por Balneario Thompson (Directo) y Toma Vieja, unifica el trayecto, finalizando en "Barrio Toma Nueva". 

### Ramal Único: Barrio Policial - Toma Nueva[2]
Ida: Desde Quinquela Martín y Alfonsina Storni, Alfonsina Storni, Francia, Gdor. López Jordán, Río Gualeguay, Celia Torra, Israel Hoffman, Gdor. Manuel Crespo, Av. José Lino Churruarín, 3 de Febrero, Av. Almafuerte, Gualeguaychú, Bavio, Italia, Santa Fe, Malvinas, San Lorenzo, Salta, M. M. de Güemes, Av. Miguel Laurencena, Av. Gral Francisco Ramírez, Augusto Bravard, Francisco Soler, Juan Ambrosetti, Av. Blas Parera, Juan M. Jozami hasta José Rondeau.
Vuelta: Desde Juan M. Jozami y José Rondeau, José Rondeau, Darwin, Av. Blas Parera, Colectora Av. José Hernández, José Rondeau, Juan Ambrosetti, Francisco Soler, Alfredo Du Gratty, Av. Gral Francisco Ramírez, Av. Miguel Laurencena, Martín Miguel de Güemes, Bvard. Moreno, Bartolomé Mitre, Córdoba, Libertad, España, 25 de Mayo, Av. Pascual Echagüe, Av. José Lino Churruarín, Gdor. Manuel Crespo, Israel Hoffman, Celia Torra, Río Gualeguay, Gdor. López Jordán, Lola Mora, Alfonsina Storni hasta Quinquela Martín.
- Longitud: 33,1km

## Puntos de interés del recorrido
- Barrio Lomas del Mirador
- Club Universitario
- Estadio Presbítero Bartolomé Grella (C.A. Patronato)
- 5 Esquinas
- Hospital San Martín
- Casa de Gobierno
- Barrio Thompson
- Estadio Mundialista de Softbol "Nafaldo Cargnel"
- Hospital Escuela de Salud Mental (Ex Dr. Roballos)
- Plaza 1.º de Mayo
- Plaza Pellegrini
- Terminal de Ómnibus (a 200 m)

## Paradas
Horarios actualizados a febrero de 2024 «Horarios Línea 1». - Paradas actualizadas a abril de 2025 «Recorrido Línea 1».
IDA:
- 01 - Alfonsina Storni y Quinquela Martín (Barrio Policial)
- 02 - Francia y Gdor. López Jordán
- 03 - Gdor. López Jordán y Garcilazo
- 04 - Gdor. López Jordán y Río Gualeguay
- 05 - Río Gualeguay y El Temple Argentino
- 06 - Celia Torrá y Aníbal Sánchez (ex calle 1310)
- 07 - Celia Torrá y Francia
- 08 - Celia Torrá entre Cesáreo B. de Quirós y B. Quinquela Martín
- 09 - Celia Torrá e Israel Hoffman
- 10 - Israel Hoffman y Andrés Longo
- 11 - Israel Hoffman y Gdor. Manuel Crespo
- 12 - Av. José L. Churruarín y Dr. René Favaloro
- 13 - Av. José L. Churruarín y Facundo Quiroga
- 14 - Av. José L. Churruarín y Juan Manuel de Rosas
- 15 - Av. José L. Churruarín y Calle 1202
- 16 - Av. José L. Churruarín y Río Negro
- 17 - Av. José L. Churruarín y Gaspar Benavento
- 18 - Av. José L. Churruarín y Pedro Vargas
- 19 - Av. José L. Churruarín y Díaz Vélez
- 20 - Av. José L. Churruarín y Ayacucho
- 21 - Av. José L. Churruarín entre Padre Grella y Ayacucho (Estadio Club Patronato)
- 22 - Av. José L. Churruarín y Juan Gorriti
- 23 - 3 de Febrero entre Av. José L. Churruarín y Pedro Colodero
- 24 - Av. Almafuerte entre Esteban Rams y 3 de Febrero
- 25 - Av. Almafuerte antes de cruce Cinco Esquinas
- 26 - Gualeguaychú entre Cura Álvarez y Adolfo Alsina
- 27 - Gualeguaychú entre Pascual Palma y Pte. Juan D. Perón (Hospital General San Martín)
- 28 - Gualeguaychú entre Pte. Arturo Illia y Pte. Hipólito Yrigoyen
- 29 - Gualeguaychú entre 9 de Julio y Gral. Manuel Belgrano
- 30 - Ernesto Bavio entre Chile y Peatonal Gral. San Martín
- 31 - Italia y Perú (club Recreativo)
- 32 - Santa Fe y 25 de Junio
- 33 - Santa Fe entre Laprida y De La Puente (Casa de Gobierno)
- 34 - Santa Fe y Juan de Garay (Colegio La Salle)
- 35 - Santa Fe y Malvinas
- 36 - Malvinas y Gral. San Martín
- 37 - San Lorenzo y San Juan (Shopping Paso del Paraná)
- 38 - Salta y Bvard. Moreno
- 39 - Bvard. Güemes entre Manuel Alberti y Av. Laurencena
- 40 - Av. Laurencena y La Rioja
- 41 - Av. Laurencena y Evaristo Carriego (Plaza Italia)
- 42 - Av. Francisco Ramírez y Félix de Azara
- 43 - Av. Francisco Ramírez y Juan Ambrosetti
- 44 - Av. Francisco Ramírez y Du Gratty
- 45 - Augusto Bravard y Francisco Soler
- 46 - Francisco Soler y Du Gratty
- 47 - Francisco Soler y Juan Ambrosetti
- 48 - Juan Ambrosetti entre Sudamérica y Pablo Mantegazza (campo deportivo Club Talleres)
- 49 - Juan Ambrosetti y Raúl Solanas
- 50 - Juan Ambrosetti y Ayacucho (predio El Plumazo del club Estudiantes / Estadio de Sóftbol "Ing. Cargnel")
- 51 - Juan Ambrosetti y José Rondeau (Hospital Escuela de Salud Mental)
- 52 - Juan Ambrosetti y Dr. Quinodoz
- 53 - Juan Ambrosetti y Blas Parera
- 54 - Blas Parera y Carlos Darwin
- 55 - Blas Parera y Esteban Echeverría
- 56 - Blas Parera e Ing. Juan M. Jozami
- 57A - José Rondeau e Ing. Juan M. Jozami - Barrio Toma Nueva

VUELTA:
- 01 - José Rondeau y Ing. Juan M. Jozami (Barrio Toma Nueva)
- 02 - José Rondeau y El Ñandú
- 03 - José Rondeau y Esteban Echeverría
- 04 - José Rondeau y Dr. Juan Carlos Anzola
- 05 - Carlos Darwin y Dr. Juan Carlos Anzola
- 06 - Carlos Darwin y Blas Parera
- 07 - Blas Parera y Juan Ambrosetti
- 08 - Blas Parera y Antonio Crespo
- 09 - Blas Parera y Martín Fierro
- 10 - Colectora Avda. Circunvalación y puente Avenida (Escuela N°19 "Humberto Zaccaro" / predio "Tortuguitas" club Rowing)
- 11 - Colectora Avda. Circunvalación y José Rondeau
- 12 - Juan Ambrosetti y José Rondeau (Hospital Escuela de Salud Mental)
- 13 - Juan Ambrosetti y Ayacucho (predio El Plumazo del club Estudiantes / Estadio de Sóftbol "Ing. Cargnel")
- 14 - Juan Ambrosetti y Raúl Solanas
- 15 - Juan Ambrosetti y Pablo Mantegazza
- 16 - Juan Ambrosetti y Francisco Soler
- 17 - Francisco Soler y Du Gratty
- 18 - Du Gratty  y Av. Francisco Ramírez
- 19 - Av. Francisco Ramírez y Martín de Moussy
- 20 - Av. Francisco Ramírez y Manuel Leiva
- 21 - Av. Laurencena y Simón Bolívar
- 22 - Av. Laurencena entre Bvard. Güemes y M. Dorrego
- 23 - Bvard. Güemes entre Av. Laurencena y Manuel Alberti
- 24 - Bvard. Güemes y Bvard. Moreno
- 25 - Bvard. Moreno y San Juan
- 26 - Bvard. Moreno y Gral. San Martín
- 27 - Bvard. Moreno y Vélez Sarsfield
- 28 - Córdoba y Malvinas
- 29 - Córdoba entre Alameda de la Federación y Méjico (Casa de Gobierno)
- 30 - Córdoba y Cervantes
- 31 - Córdoba entre 25 de Junio y Gral. Justo José de Urquiza
- 32 - España entre Libertad e Italia
- 33 - 25 de Mayo entre Monte Caseros y 9 de Julio (Plaza 1° de Mayo - 100mts.)
- 34 - 25 de Mayo entre Gral. Manuel Belgrano y Pte. Arturo Illia
- 35 - Av. Echagüe entre Pte. Hipólito Yrigoyen y Pascual Palma
- 36 - Av. Echagüe entre Cura Álvarez y Antártida Argentina (Plaza Pellegrini - 100mts. Terminal de Ómnibus)
- 37 - Av. José L. Churruarín entre Av. Ramírez y Fray M. Esquiú
- 38 - Av. José L. Churruarín entre Esteban Rams y 3 de Febrero
- 39 - Av. José L. Churruarín y Sargento Cabral
- 40 - Av. José L. Churruarín entre Marangunich y Ayacucho (Estadio Club Patronato)
- 41 - Av. José L. Churruarín y Santiago Derqui
- 42 - Av. José L. Churruarín y Delfín Huergo
- 43 - Av. José L. Churruarín y Francisco Perette
- 44 - Av. José L. Churruarín y Río Negro
- 45 - Av. José L. Churruarín y Ricardo Güiraldes
- 46 - Av. José L. Churruarín entre Junín y Batalla de Cepeda
- 47 - Gdor. Manuel Crespo y Ricardo Güiraldes
- 48 - Israel Hoffman y Andrés Longo
- 49 - Israel Hoffman y Celia Torrá
- 50 - Celia Torrá y Francia
- 51 - Celia Torrá y Aníbal Sánchez (ex calle 1310)
- 52 - Río Gualeguay y El Temple Argentino
- 53 - Río Gualeguay y Gdor. López Jordán
- 54 - Gdor. López Jordán y Prof. Francisco Garcilazo
- 55 - Gdor. López Jordán y Francia
- 56 - Gdor. López Jordán y Lola Mora
- 57 - Alfonsina Storni y Quinquela Martín - Barrio Policial

## Combinaciones
- Av. Almafuerte y Av. Ramírez:
  - Líneas 4, 5, 22, 23, 24
- Gualeguaychú y Presidente Perón:
  - Líneas 5, 16
- Santa Fe y Laprida:
  - Líneas 9, 12, 15, 16, 20, 22E
- Av. Blas Parera y Martín Fierro:
  - Línea 16
- Córdoba y Laprida:
  - Líneas 9, 16, 22, 23
- Córdoba y Cervantes:
  - Líneas 10, 11, 14, 24
- 25 de Mayo y 9 de Julio:
  - Líneas 5, 6, 11, 16, 22, 23
- Plaza Pellegrini:
  - Líneas 4, 8, 16, 24